# Parentelopes albomaculatus
Parentelopes albomaculatus là một loài bọ cánh cứng trong họ Cerambycidae.